# Ambérieux-en-Dombes
Ambérieux-en-Dombes – miejscowość i gmina we Francji, w regionie Owernia-Rodan-Alpy, w departamencie Ain.

## Demografia
Według danych na styczeń 2012 r. gminę zamieszkiwało 1660 osób, a gęstość zaludnienia wynosiła 104,3 osób/km².

Populacja Ambérieux-en-Dombes w latach 1962–2008